# Арсений Мартинов
Арсений (Арсо) Мартинов е български революционер, участник в Четата на Хаджи Димитър и Стефан Караджа.

## Биография
Мартинов е роден в град Велес или във Велешко, Македония в 1843 година. Завършва гимназия в Белград и участва във Втората българска легия. След като разбира, че във Влашко се приготвят чети за навлизане в България, заминава за Румъния и се включва в четата на Хаджи Димитър и Стефан Караджа. Загива в първото сражение на четата при село Караисен заедно с приятеля си Александър Василев. По време на битката двамата посрещат нападението на потерята на най-опасния участък. Христо Македонски пише:
| „ | ...така разпалено се биеха и така рисковано, щото Караджата няколко пъти ги заобиколи, предупреждаваше ги да пазят позициите си и да не се излагат. Разбира се, че те бяха принудени непрестанно да стрелят, защото най-големият напор беше откъм тяхна страна. Но разярени и разпалени хъшове слушат ли предупреждение. | “ |